# 苯基锂
苯基锂（英語：Phenyllithium）是一种具有化学式：C6H5Li的有机金属试剂。它常用于有机合成中的金属化试剂，还可作为格氏试剂的替代试剂用于在合成中引入苯基。
晶体状的苯基锂为无色的，然而其溶液状态则是红色至棕色的液体，具体取决于溶剂量和杂质的多少。

## 结构与属性

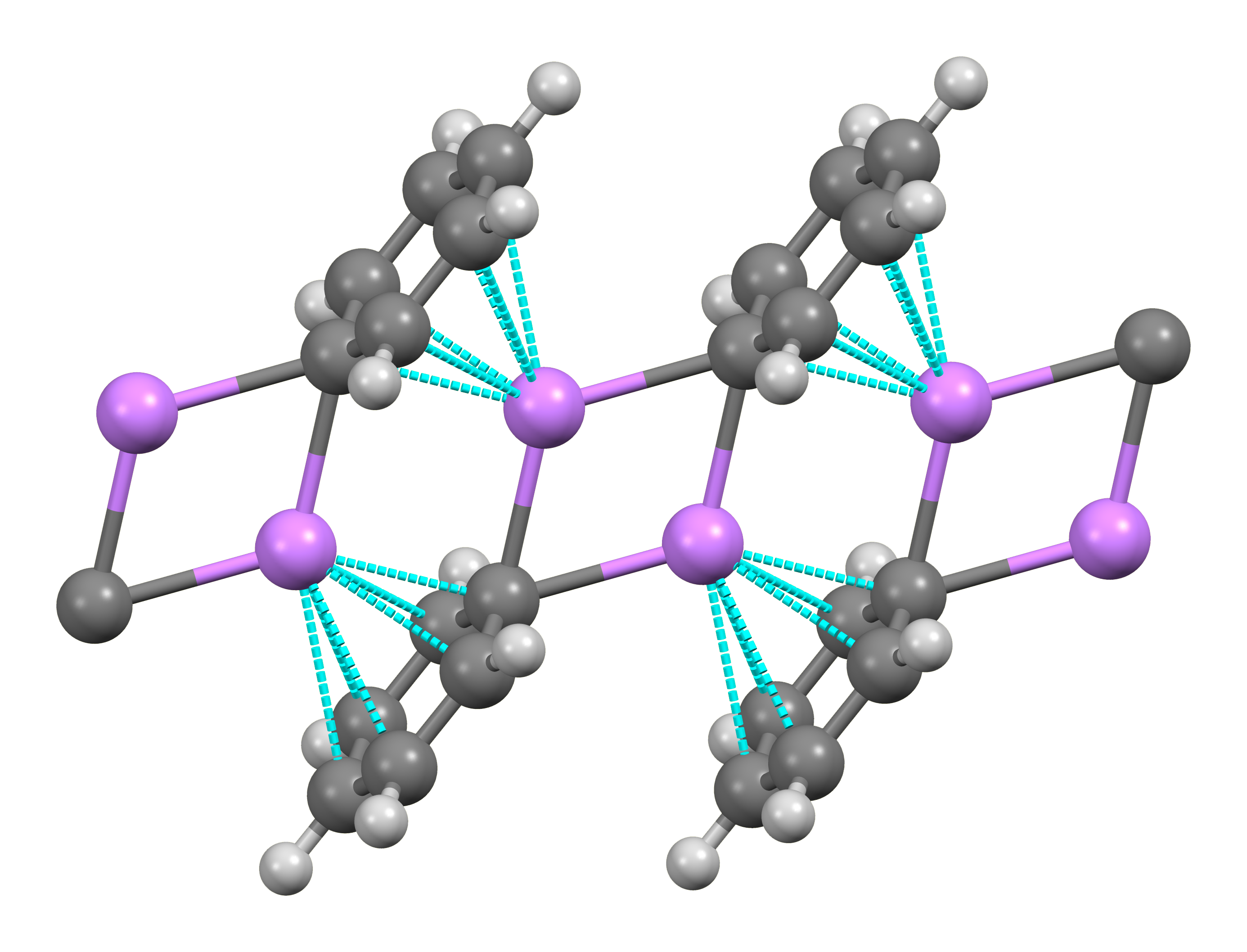
苯基锂晶体结构中苯基锂链球棍模型

苯基锂是一种有机锂试剂，其晶体状态为单斜晶体。固体苯基锂认为是一种Li2Ph2的二聚状态。锂原子和苯基上的连接碳原子形成了一个四元环。苯基平面与这个Li2C2环的平面垂直。
在溶液中，苯基锂因不苯基里的有机溶剂而存在于不同形式。在四氢呋喃中，它平衡于单体与二聚物形态。常见的是溶于醚类溶剂，苯基锂以四聚体形态存在。
C-Li键长平均为2.33 Å。

## 制备
苯基锂首次制备是通过锂金属和二苯基汞反应制得：
(C6H5)2Hg +  2Li  →  2C6H5Li +  Hg
很快就针对上述合成发现了改进法：直接用金属锂和卤代苯反应制得。
C6H5X  +  2Li  →  C6H5Li  +  LiX
苯基锂还可通过金属－卤素交换反应合成：
n-BuLi + X-Ph → n-BuX + Ph-Li
当代制备苯基锂的优势方法主要为后两种方法。

## 反应
苯基锂的主要用途是方便的通过亲核加成或亲核取代反应形成碳－碳键：
PhLi  +  R2C=O  →  PhR2COLi